# Casorzo (azienda)
Casorzo s.r.l. è una azienda italiana, con sede in Tonco, paese nella provincia di Asti, dedicata alla produzione di motocoltivatori, motofalciatrici, macchine per fienagione e manutenzione del verde.

## Storia
Casorzo s.r.l. nacque nel 1888 grazie a Casorzo Prospero e ancora adesso mantiene una conduzione famigliare con i 5 nipoti del fondatore al comando dell'azienda.
Il 1958 è un anno importante per l'azienda infatti nasce Universal, la prima motozappatrice con motore a 4 tempi a benzina di HP5 che portò l'azienda ad essere conosciuta ai più.
Il successo di tale azienda venne riconfermato anche dieci anni dopo, quando venne alla luce la motofalciatrice FC85 dotata di grande maneggevolezza e la praticità d'uso nonché di un con comando centrale, grande rivoluzione per l'epoca.
Per questi motivi storici ancora oggi Motozappatrici, motofalciatrici, motoaratori, e moto-coltivatori, sono la specializzazione della Italiana Casorzo.

## Produzione attuale
La Casorzo si limita solamente alla progettazione e all'assemblaggio del telaio e delle parti mobili dei propri mezzi agricoli, mentre il blocco motore è interamente di derivazione Lombardini.
Tutti i prodotti della Casorzo, dagli accessori ai motocoltivatori, hanno il tipico colore verde che li contraddistingue.
- Motozappatrici: CU 30, CU 6 (benzina-diesel), SU 4
- Motocoltivatori: Minigolf, Golf-R, Pony 12-R, Pony 12-R Super, CM 80
- Motofalciatrici: P150-R, P150-R Super
- Falciatutto: FT 750